# Scotomanes ornatus
Scotomanes ornatus är en fladdermusart som först beskrevs av Edward Blyth 1851.  Scotomanes ornatus är ensam i släktet Scotomanes som ingår i familjen läderlappar. IUCN kategoriserar arten globalt som livskraftig.
Inga underarter finns listade i Catalogue of Life. Wilson & Reeder (2005) skiljer mellan tre underarter.
Denna fladdermus förekommer i östra Asien. Utbredningsområdet sträcker sig från östra Nepal och östra Indien till Kinas sydöstra del samt till norra Thailand och centrala Vietnam. Arten vistas i låglandet och i bergstrakter upp till 2200 meter över havet. Scotomanes ornatus observeras ofta i skogar i kulliga områden och i fuktiga dalgångar.
Individerna når en kroppslängd (huvud och bål) av 72 till 78 mm och en svanslängd av 50 till 62 mm. Arten är färgglad jämförd med andra läderlappar. Pälsen har på ryggen en rödbrun grundfärg och på buken en mörkbrun grundfärg. På huvudets topp och på ryggen nära vingarna finns ofta vita fläckar. Fladdermusen har en vit krage vid främre halsen och vita band längs vingarnas undersida.
Scotomanes ornatus vilar vanligen gömd i den täta växtligheten och ibland i grottor. När flera individer vilar bredvid varandra kan de misstolkas som trädens frukter. Liksom andra läderlappar äter arten insekter.